# 4954 Eric
4954 Eric este un asteroid din grupul Amor, descoperit pe 23 septembrie 1990 de Brian Roman.